# Allocosa pellita
Allocosa pellita là một loài nhện trong họ wolfspinnen (Lycosidae).
Loài này thuộc chi Allocosa. Allocosa pellita được Carl Friedrich Roewer miêu tả năm 1960.